# Jim Carrey
James Eugene "Jim" Carrey (Newmarket, Ontario, Kanada, 17. siječnja 1962.) je kanadsko-američki komičar, glumac, scenarist i producent.

## Rani život i početci u komediji
Carrey rođen je u gradu Newmarket, udaljenom otprilike 45 kilometara sjeverno od Toronta. Komedijom se počeo baviti već od rane dobi. Kad mu je bilo 10 godina poslao je svoj životopis tadašnjem televizijskom humorističnom showu The Carol Burnett Show. U srednjoj školi učitelji su mu na kraju nastave davali po nekoliko minuta da zabavi kolege iz razreda svojim stand-up nastupom.
Njegova obitelj je prolazila kroz teška vremena i bila prisiljena preseliti se u predgrađe Toronta Scarborough, gdje su radili zaštitarske i vratarske poslove u tvornici Titan Wheels, a on je počeo raditi u osmosatnim smjenama svaki dan nakon škole. Na kraju, obitelj se privremeno nastanila u obiteljskom Volkswagenovom kombiju na travnjaku u vlasništvu rođaka, sve dok ne bude u mogućnosti vratiti se u grad.
Carrey napušta srednju školu, te počinje raditi u klubovima komičara i na usavršavanju glumačkih sposobnosti, koje su uključivale oponašanje poznatih osoba poput Michaela Landona i Jamesa Stewarta. 1979. seli u Los Angeles i počinje raditi u klubu komičara The Comedy Store, gdje ga zamijećuje komičar Rodney Dangerfield. Dangerfieldu se toliko sviđala Carreyjeva gluma da je s njim sklopio ugovor za svoje nastupe na otvorenoj turneji.

## Početci na televiziji i filmu
Carrey je počeo povremeno raditi na televiziji i igrati manje uloge u filmovima, što ga je na kraju dovelo do prijateljstva s Damonom Wayansom. Wayansov brat Keenen Ivory Wayans je radio na sastavljanju humorističnog showa pod nazivom In Living Color i unajmio Carreyja da bude član njegove postave. Carrey je bio jedini bijelac koji je nastupao u tom showu, a njegovi neobični likovi i način nastupa ubrzo su skrenuli pozornost na njega.

## Filmska karijera
Carreyjev uspjeh u In Living Color doveo ga je 1994. do prve glavne uloge u filmu Ace Ventura: Šašavi detektiv, koji je premijerno prikazan nekoliko mjeseci nakon što je završio show In Living Color, a iznenađujuće je postao velik hit. Već iste godine ostvaruje još dvije glavne uloge u filmovima Maska, te Glup i gluplji, koji mu donosi plaću od sedam milijuna dolara i status filmske zvijezde. Sljedeće godine glumi "zagonetača" u Batmanu zauvijek, te reprizira ulogu "šašavog detektiva" u filmu Ace Ventura: Kad priroda zove. 1996. glumi u Nepodnošljivom gnjavatoru, za kojeg dobiva 20 milijuna dolara, što je bila rekordna zarada za jednog komičara. Pozornost skrenuta na njegovu plaću, potpomognuta negativnim kritikama i mračnom naravi lika za razliku od njegovih prijašnjih nastupa (glumio je instalatera kabelske televizije koji neprestano gnjavi jednog od klijenata), doprinijela je da film bude totalni promašaj kino blagajni. No, već sljedeće godine vraća se svojem markantnom stilu uspješnom komedijom Lažljivac. 
1998. igra glavnu ulogu u humorističnoj drami Trumanov show, koja mu donosi Zlatni globus za najboljeg glumca u drami, a mnogi su prognozirali i nominaciju za Oscar, ali to se nije dogodilo. Sljedeće godine glumi u Čovjeku na mjesecu, koji mu donosi još jedan Zlatni globus, ovaj put za najboljeg glumca u komediji, ali opet nije nominiran za Oscara.
Posljednjih godina Carrey se nastavlja pojavljivati u uspješnim komedijama, kao i dramatičnijim ulogama, a za ulogu u filmu Vječni sjaj nepobjedivog uma iz 2004. dobio je brojne pohvale od strane kritičara.

## Filmografija
| Godina | Film                              | Uloga                                      |
| 1994.  | Ace Ventura: Šašavi detektiv      | Ace Ventura                                |
| 1994.  | Glup i gluplji                    | Lloyd Christmas                            |
| 1994.  | Maska                             | Stanley Ipkiss/Maska                       |
| 1995.  | Ace Ventura: Kad priroda zove     | Ace Ventura                                |
| 1995.  | Batman zauvijek                   | Zagonetač/Edward Nygma                     |
| 1996.  | Nepodnošljivi gnjavator           | Instalater kabelske/Chip Douglas           |
| 1997.  | Lažljivac                         | Fletcher Reede                             |
| 1998.  | Trumanov show                     | Truman Burbank                             |
| 1999.  | Čovjek na Mjesecu                 | Andy Kaufman/Tony Clifton                  |
| 2000.  | Ja, ja i Irena                    | Charlie Baileygates/Hank Evans             |
| 2000.  | Kako je Grinch ukrao Božić        | Grinch                                     |
| 2001.  | Majestic                          | Peter Appleton                             |
| 2003.  | Svemogući Bruce                   | Bruce Nolan                                |
| 2004.  | Niz nesretnih događaja            | Grof Olaf                                  |
| 2004.  | Vječni sjaj nepobjedivog uma      | Joel Barish                                |
| 2005.  | Frka s Dickom i Jane              | Dick Harper                                |
| 2007.  | Broj 23                           | Walter Sparrow / Fingerling                |
| 2008.  | Horton                            | Horton                                     |
| 2008.  | Reci Da                           | Carl Allen                                 |
| 2009   | I Love You Phillip Morris         | Steven Jay Russell                         |
| 2009   | A Christmas Carol                 | Ebenezer Scrooge                           |
| 2011   | Mr. Popper's Penguins             | Thomas "Tom" Popper Jr.                    |
| 2013   | The Incredible Burt Wonderstone   | Steve Gray                                 |
| 2013   | Kick-Ass 2                        | Sal Bertolinni "Colonel Stars and Stripes" |
| 2013   | Anchorman 2: The Legend Continues | Scott Riles                                |

## Vanjske poveznice
- Jim Carrey Online
- Jim Carrey u internetskoj bazi filmova IMDb-u (engl.)
- Jim Carrey na Notable Names Database